# Кајмак
Кајмак или скоруп је млечни производ кремасте структуре, пријатног киселкастог укуса и својственог мириса. Добија се сакупљањем масноће која се накупи на површини куваног (термички обрађеног) и охлађеног млека (крављег, овчијег, козјег и бивољег, или њихових мешавина), која ферментише неколико сати или дана (млади или стари кајмак).
Овај специјалитет се, са мање или више разлика, традиционално прави на Балкану, Блиском истоку, централној Азији, Ирану, Авганистану, Индији, Монголији, али и у Енглеској, земљама бившег Совјетског Савеза и др.

## Етимологија
Кајмак је реч турског порекла (тур. Kaymak) и користи се у Србији, Македонији и Босни и Херцеговини.
Скоруп је реч словенског порекла и употребљава се у Црној Гори. Сама реч „скоруп” значи горња страна, кора, а односи се на масноћу која се налази на површини млека. Поједини аутори наводе да се скоруп производио од давнина у словенским племенима, па би се могао сматрати аутохтоним производом словенских народа, на што упућује подручје производње и сличност назива везаних за појаву коре.

## Порекло и распрострањеност кајмака
На Балкану се кајмак традиционално производи у брдским и планинским пределима у Србији Црној Гори, Босни и Херцеговини и Македонији.
Производи слични кајмаку, међутим, производе се и у другим деловима света. Најсличније балканском кајмаку праве га у Монголији, а производ сличан нашем младом кајмаку у Енглеској се производи под називом „Devonshire cream”. Распрострањеност производње кајмака у другим земљама није довољно позната, јер је доступна литература доста скромна, често и сувише уопштена. Постоје подаци да се кајмак производи у Бугарској, Грчкој, Турској, Албанији и на Кавказу, у свим земљама југоисточне Европе, као и у јужним деловима бившег Совјетског Савеза и у Средњој Азији.
На Далеком истоку прави се коа или која (khoya), производ налик италијанском рикота сиру, али је процес производње најсличнији производњи кајмака.

## Производња кајмака на Балкану
Распрострањеност кајмака у Србији своди се на централно подручје, Западну Мораву, Златибор и Тару. Кајмак се производи и у ужичком, рудничком, крушевачком и чачанском округу, док је југ Србије познатији по производњи различитих врста сирева.
У Црној Гори је кајмак познат под називом скоруп и производи се претежно на ширем подручју Дурмитора и Сињавине, односно општина Плужине, Жабљак, Шавник, Мојковац, Колашин и Никшић.
На широком подручју босанско-херцеговачких планина кајмак се производи у западној Босни (Грмеч, околина Бихаћа, Дрвара, Гламоча), у централној Босни (Јахорина, Трескавица, Вареш, шира околина Сарајева), у источној Босни и у источној Херцеговини. Посебно у гатачком и невесињском крају, на Романији и Сјемечу. На подручју Гацка производња је веома слична оној у Црној Гори, првенствено пивског подручја. У околини Вареша и Какња, у пределима који обухватају Површ, Ракитно и Дрежницу производи се слатки кајмак и варени кајмак који се највећим делом употребљава за производњу масла.
Кајмак се производи и на Динари, у неким крајевима Лике, а такође и у Македонији.

### Знања и вештине прављења - елеменат нематеријалног културног наслеђа Србије
Знања и вештине прављења кајмака као важне намирнице у култури исхране, карактеристичан је за традицијске заједнице које се баве сточарством и одржала су своју виталност до данас. Прављење кајмака се у појединим областима, на пример у ужичком крају, препознаје као одраз локалног идентитета. У производњи кајмака се у руралним областима до данас очувала традиција да кајмак праве жене, домаћице. Сировина за производњу кајмака је свеже млеко које се најчешће добија ручном мужом крава. Овчије млеко се ређе користи. Млеко се цеди и кува до температуре кључања, након чега се разлива у плитке, широке посуде ради бољег формирања коре. Издвојена кора млечне масти се скида, цеди, а потом соли и слаже у посуде у којима се одвија зрење. Сваки слој кајмака у посуди соли се посебно.
У сеоским домаћинствима у Србији кајмак се и данас производи традиционалним поступком. Ова производња карактеристична је за брдско-планинска подручја централне и западне Србије - села у долини Западне Мораве и на планинама Златибор и Тара, као и у Топличком крају и у области Копаоника.
На предлог Музеја на отвореном „Старо село” из Сирогојна знања и вештине прављења кајмака уврштене су 2016. године у Национални регистар нематеријалног културног наслеђа Србије.

### Производња црногорског скорупа
У Црној Гори уобичајено је да се скоруп најчешће производи у периоду јули-септембар, када је млеко са већом количином масти у сувој материји, а дневне температуре, нарочито ноћне, у тим подручјима тада су повољније за кајмачење и зрење кајмака него у другим периодима године. Скоруп се најчешће прерађује од мешаног крављег и овчјег млека, мање од искључиво крављег или овчјег. Скоруп који се употребљава одмах после скидања или након неколико дана носи назив млади. Да би се постигла пуна зрелост скорупа, неопходно је да зри најмање око 2 месеца. Зрео скоруп може се сачувати и до годину дана, ако је технологија исправно проведена и ако се чува у чистим и проветреним просторима и на одговарајућим нижим температурама.

### Производња кајмака на босанско-херцеговачком подручју
На босанско-херцеговачком подручју кајмак се прерађује већином од крављег и мешаног крављег и овчјег млека. На подручју источне Босне, а нарочито на планини Романији, током производње кајмак се излаже димљењу. За димљење је важна и врста употребљеног дрвета ради квалитета дима и пепела, како се не би на површини кајмака створила црна покорица. У ту сврху најпогодније је буково дрво. Димљењем се постиже специфична арома и укус производа. У овом подручју млади кајмак, се назива „кора” и доста је чврст, толико да може да се пресавија.

## Технологија производње кајмака
Према Правилнику о квалитету и другим захтевима за млеко, млечне производе, композитне млечне производе и стартер културе, кајмак или скоруп је производ који се добија као масни слој или кора која се одваја са куваног и охлађеног млека. Прерадом овог масног слоја, зрењем и старењем, ствара се специфичан производ. Кајмак се производи од крављег, овчијег или мешаног млека.
Издвајањем масти млека, након кувања на температури кључања, настаје производ богат млечном масти – кајмак. У састав кајмака улази и део протеина и других компоненти млека. Према систематизацији, кајмак не улази у групу маслаца, а по саставу и начину производње не одговара ни сиревима, већ се сматра посебним производом. По свом саставу, кајмак се дакле налази између сира и маслаца. Према степену зрелости, кајмак се ставља у промет као млади кајмак или као зрео кајмак. Према Codex Alimentarius-у кајмак би најближе припадао групи производа чија основа је млечна маст.
Настајање коре, односно масне фазе, на површини млека после кувања повезано је са физичким особинама појединих компоненти млека, масти и протеина. Масне честице млека теже да се групишу. Крупније прве савлађују вискозитет млека и крећу према површини, крупније сустижу мање, сакупљају се у агломерате и издвајају на површини млека. На брзину образовања коре (издвајање масне фазе и обраног млека) утичу дужина пређеног пута и садржај масти и протеина у млеку. На снижавање површинског напона у млеку делују маст и протеини. При кувању млека долази до делимичне денатурације и концентрисања протеина око којих се почињу окупљати и други састојци млека, нарочито маст. Када се млеко кува, казеин и протеазе концентришу се на површини, повлачећи за собом маст и минералне материје и тако се ствара кора. Укрупњавање куглица масти последица је јаког сударања честица у условима високих температура. Количина кајмака који се образује у одређеном временском периоду управо је сразмерна масноћи млека и отвореној површини разливања, а обрнуто сразмерна дубини слоја млека, брзини пада температуре и проводљивости топлоте посуде у којој се млеко претвара у кајмак. Маст је лакша од остатка млека и зато се поступно издваја на површини. Честице масти имају опну протеинске природе, а захватају и згрушане протеине, па се тако добије производ који је мешавина већег дела масти и мањег дела протеина. Количина и карактеристике кајмака (и млека које остаје по скидању коре) зависе од брзине хлађења млека, дужине мировања млека до скидања коре и од температуре млека у моменту скидања коре.

#### Фазе у процесу справљања кајмака
- Пастеризација млека - постепено загревање млека до кључања и кување уз непрестано мешање око 15 минута
- Разливање млека - одмах по завршетку кувања вруће млеко се разлива у плитке посуде (некада су то биле дрвене карлице, а данас су то плитке емајлиране посуде)
- Кајмачење - издвајање масни млека и формирање коре
- Скидање масне коре, сољење и стављање у посуду за зрење
- Зрење и чување кајмака - посуде с кајмаком током зрења чувају се на температури од око 15-18 °C. После 15 до 20 дана кајмак је зрео и може се чувати на хладном и промајном месту. Током зрења арома кајмака се мења, и то од маслаца према сиру, док су промене конзистенције (структуре) усмерене од сира према маслацу.

Пожељно је да се млеко током кајмачења успорено хлади, односно да прва два часа остане на температури од око 80 °C а онда да се постепено хлади, да би тек после 12 часова достигло температуру повољну за скидање коре. Млеко се, ради издвајања масног слоја, може оставити и до 24 часа, па и више, посебно у зимским месецима. Температура у моменту скидања коре не би требало да буде виша од 18 °C, а најбоље 10-15 °C. Ако је млеко хладније слој масти непосредно испод покорице очврсне и скида се заједно са кором, а у супротном, ако је млеко топлије од 20 °C слој неочврсле масти испод коре остаје у млеку.
За дуже чување готовог кајмака неопходно је да се површина заштити, најбоље преливом од топљеног масла.
Разликују се млади кајмак блажег укуса који је спреман за конзумирање одмах након производње и има рок трајања око 1-2 недеље и зрели кајмак оштријег укуса и жућкасте боје, који је спреман за конзумирање након одређеног периода зрења и има много дужи рок трајања.

### Индустријска производња кајмака
Постоје и покушаји индустријске производње кајмака, али без великог успеха у очувању изворних нутритивних и сензорних својстава квалитета. Технолошки поступак индустријске производње кајмака, заснива се на остварењу задовољавајућег квалитета производа и усклађеност техничко технолошких захтева неопходних за индустријску примену. Развијени поступак обухвата све процесе који су присутни у традиционалној производњи, али реализован другим методама чиме су отклоњени многи недостаци аутохтоне производње. Ипак, данас се кајмак претежно производи у домаћинствима и малим занатским погонима. Поступак производње је заснован на традиционалном начину израде и углавном се добија производ нестандардног и неуједначеног квалитета.

## Занимљивости
У време Краљевине Југославије постојала је хрватска фирма „ХА-ЛА” из Загреба која је правила сириште и имала је погон и филијалу у Краљеву. У периоду између 1925-1941. године били су главни произвођач за целу Југославију. Погон у Краљеву је правио кајмак који се продавао у дрвеним бачвицама као „жички кајмак”. Ова фирма је у циљу рекламирања свог производа штампала и рекламни плакат који је дистрибуирала широм земље. На њему је, између осталог, писало:
„Како се у околини Краљева прави најбољи кајмак, одлучили смо да донесемо на тржиште овај шпецијалитет под марком жички кајмак. Он је умерено слан, те имаде благо пикантан укус и представља због тога шпецијалну робу, и увек је једноличног укуса. Неоштећена зелена пасица са натписом „Прави жички кајмак”, која је прилепљена преко поклопца, даје гаранцију да је роба оригинална...”